# Rinat Safin
Rinat Ibragimowicz Safin (ros. Риннат Ибрагимович Сафин, ur. 29 sierpnia 1940 w miejscowości Bolszyje Jaki, zm. 22 października 2014 w Kiriszy) – radziecki biathlonista, mistrz olimpijski i wielokrotny medalista mistrzostw świata.

## Kariera
Pierwszy sukces osiągnął w 1967 roku, kiedy na mistrzostwach świata w Altenbergu razem z Aleksandrem Tichonowem, Wiktorem Mamatowem i Nikołajem Puzanowem zdobył srebrny medal w sztafecie. Na tych samych mistrzostwach był też czwarty w biegu indywidualnym, przegrywając walkę o podium z Jonem Istadem z Norwegii o 5 sekund. Na rozgrywanych dwa lata później mistrzostwach świata w Zakopanem indywidualnie zajął drugie miejsce, rozdzielając na podium Tichonowa i Norwega Magnara Solberga. Na tych samych mistrzostwach sztafeta ZSRR w składzie: Tichonow, Mamatow, Safin i Władimir Gundarcew zdobyła złoty medal. Złoto w sztafecie Safin zdobył również na mistrzostwach świata w Östersund (1970), mistrzostwach świata w Hämeenlinna (1971) i mistrzostwach świata w Lake Placid (1973). Był też między innymi piąty w biegu indywidualnym podczas MŚ w Hämeenlinna.
W 1972 roku wziął udział w igrzyskach olimpijskich w Sapporo, gdzie reprezentacja ZSRR w składzie: Aleksandr Tichonow, Rinat Safin, Iwan Biakow i Wiktor Mamatow wywalczyła złoty medal w sztafecie. Indywidualnie rywalizację ukończył na 19. pozycji. Nigdy nie wystąpił w zawodach Pucharu Świata.

## Osiągnięcia

### Igrzyska olimpijskie
| Rok  | Miejscowość | Konkurencje | Konkurencje | Konkurencje | Konkurencje | Konkurencje | Konkurencje | Konkurencje |
| Rok  | Miejscowość | IN          | SP          | PU          | MS          | RL          | MR          | SR          |
| ---- | ----------- | ----------- | ----------- | ----------- | ----------- | ----------- | ----------- | ----------- |
| 1972 | Sapporo     | 19.         | nd.         | nd.         | nd.         | 1.          | nd.         | –           |

### Mistrzostwa świata
| Rok  | Miejscowość | Konkurencje | Konkurencje | Konkurencje | Konkurencje | Konkurencje | Konkurencje | Konkurencje |
| Rok  | Miejscowość | IN          | SP          | PU          | MS          | RL          | MR          | SR          |
| ---- | ----------- | ----------- | ----------- | ----------- | ----------- | ----------- | ----------- | ----------- |
| 1967 | Altenberg   | 4.          | nd.         | nd.         | nd.         | 2.          | nd.         | –           |
| 1969 | Zakopane    | 2.          | nd.         | nd.         | nd.         | 1.          | nd.         | –           |
| 1970 | Östersund   | 15.         | nd.         | nd.         | nd.         | 1.          | nd.         | –           |
| 1971 | Hämeenlinna | 5.          | nd.         | nd.         | nd.         | 1.          | nd.         | –           |
| 1973 | Lake Placid | –           | nd.         | nd.         | nd.         | 1.          | nd.         | –           |